# Bătălia de la Azaz (1125)
Bătălia de la Azaz s-a disputat la 11 iunie 1125 între forțele statelor cruciate sub comanda regelui Balduin al II-lea al Ierusalimului care au învins armata selgiucizilor sub conducerea lui al-Bursuki, ridicând totodată și asediul turc al orașului.

## Context
Josselin I al Edessei a capturat pe Azazul aflat în nordul Siriei de la atabegul de Alep în 1118. În anul următor, cruciații sub Roger de Salerno au fost înfrânți decisiv în bătălia de la Ager Sanguinis, iar regele Balduin al II-lea a fost capturat în timp ce patrula lângă Edessa în 1123.
În 1124, Balduin  a fost eliberat și aproape imediat a purces la asediul Alepului pe 8 octombrie 1124. Acest lucru a atras atenția lui al-Bursuki, atabegul selgiuc din Mosul. Al-Bursuki a pornit spre sud pentru a ridica asediul Alepului, care se apropia de punctul de predare în ianuarie 1125, după un asediu de trei luni. În ciuda faptului că orașul era „cel mai mare premiu pe care îl poate oferi războiul”, Balduin s-a retras fără luptă.

## Desfășurare
Ulterior, al-Bursuki (care a primit trupe și de la Toghtekin din Damasc) a asediat orașul propriu-zis, aflat la nord de Alep, în teritoriul aparținând Comitatului de Edessa. Balduin al II-lea, Leo I al Armeniei, Josselin I și Pons din Tripoli, cu o forță de cca. 1.100 de cavaleri din teritoriile lor (inclusiv cavalerii din Antiohia, unde Balduin era regent), precum și 2.000 de infanteriști, l-au întâlnit pe atabegul selgiuc care adunase o forță mult mai numeroasă. Balduin sa prefăcut că se retrage, astfel îndepărtându-i pe turci de Azaz într-un câmp deschis unde aceștia au fost înconjurați. După o bătălie îndelungată și sângeroasă, selgiucizii au fost înfrânți și tabăra lor a fost capturată de Balduin, care a luat destul pradă pentru a răscumpăra prizonierii luați anterior de turci (inclusiv viitorul Josselin al II-lea de Edessa).

## Consecințe
Al Bursuki sa retras la Alep, lăsându-l pe fiul său, Masud, ca guvernator, și a traversat Eufratul la Mosul, unde a adunat noi trupe pentru a continua lupta. În afară de eliberarea Azazului, această victorie a permis cruciaților să recâștige o mare parte din influența pe care au pierdut-o după înfrângerea lor la Ager Sanguinis în 1119. Balduin intenționa să atace și Alepul, însă Antiohia, care a trecut la Boemund al II-lea când a atins majoratul în 1126, a început să lupte cu Edessa și planul a fost dat uitării. Alepul și Mosul s-au unit sub Zengi, un conducător mult mai puternic în 1128, iar controlul cruciaților asupra nordului Siriei a început să decadă.